# Lonchocarpus molinae
Lonchocarpus molinae är en ärtväxtart som beskrevs av Paul Carpenter Standley och Louis Otho Otto Williams. Lonchocarpus molinae ingår i släktet Lonchocarpus och familjen ärtväxter. IUCN kategoriserar arten globalt som akut hotad. Inga underarter finns listade i Catalogue of Life.